# Chico Liberato
Francisco Liberato de Mattos, conhecido como Chico Liberato (Salvador,  8 de abril de 1936 ― Salvador, 4 de janeiro de 2023), foi um artista plástico e cineasta brasileiro. 

## Biografia
Expôs pela primeira vez em 1963, na Galeria Goeldi, no Rio de Janeiro. Teve destacada participação no movimento cultural que envolveu vários artistas na década de 1960 em Salvador. Participou de diversas exposições coletivas, como a I Bienal de Artes Plásticas da Bahia em 1966, e Bahia Década 70 – no Instituto Goethe. Realizou também diversas mostras individuais, no Brasil e no exterior.
Entre 1979 e 1991 foi diretor do Museu de Arte Moderna da Bahia e durante dez anos coordenou a área de Artes Visuais e Multimeios da Diretoria de Imagem e Som da Fundação Cultural do Estado da Bahia.
Pioneiro do cinema de animação na Bahia, produziu o terceiro filme de animação de longa metragem feito no Brasil - Boi Aruá (1983), que documenta o cotidiano do Nordeste do Brasil, mais especificamente do sertão caatingueiro, através do mito do Boi Aruá. O filme foi premiado pela Unesco. Entre os temas principais dos trabalhos de Chico Liberato estão o sertão e o sertanejo, a arte popular e as figuras místicas presentes no candomblé.
Seu novo projeto é mais um filme de animação, Ritos de Passagem. A história é baseada em dois personagens que habitam o imaginário do sertão nordestino: o Santo e o Guerreiro. Após a morte, Alexandrino e o Santo (protagonistas do filme) embarcam na barca de Caronte, o barqueiro do Rio da Morte, o que provoca nos personagens reflexões sobre os atos e escolhas de cada um. Ritos de Passagem prevê a contratação direta de 98 profissionais, entre técnicos, artistas e equipe de apoio, além de representar uma rara oportunidade para jovens profissionais. O projeto ainda conta com artistas importantes como Xangai, Jackson Costa, Margareth Menezes, Ingra Liberato e o autor da música tema, Elomar Figueira Mello, que já havia trabalhado com Liberato em "Boi Aruá".
Chico Liberato foi casado com a roteirista e poeta Alba Liberato (Salvador, 1944), com quem teve cinco filhos, entre os quais a atriz Ingra Lyberato.

## Morte
Chico morreu no dia 4 de janeiro de 2023 aos 86 anos enquanto estava internado em um hospital em Salvador, o anúncio de sua morte foi feito por pela filha Ingra Lyberato. A causa da morte não foi revelada.

## Filmografia[4]
- Ementário (1972)
- Antístrofe (1973)
- O que os olhos vêem (1973)
- Deus não está morto (1974)
- Caipora (1974)
- Pedro Piedra (1976)
- Eram-se opostos (1977)
- Muçagambira (1982). Melhor Filme Baiano na XXI Jornada Brasileira de Curta-Metragem
- Boi Aruá (1983). Prêmio UNESCO como Referência de Valores Culturais para Infância e Juventude
- Carnaval (1985). Prêmio Concine.[5]
- Um Outro (2008)
- Ritos de Passagem (2013)
- Amarílis (2015)

## Exposições individuais
- 1964 - Museu de Arte Moderna da Bahia, Salvador.
- 1965 - Galeria Convivium, Salvador.
- 1966 - Galeria Bonino, Rio de Janeiro
- 2005 - Conjunto Cultural da CAIXA, Salvador. Exposição de pinturas e de animação: Chico Liberato 40 Anos.
- 2008 - Cebrac, Zurique. Beleza tupiniquim.[6]

## Exposições coletivas
- 1963 - Museu de Arte Moderna do Rio de Janeiro
- 1964 - Artistas da Bahia, na Sociedade dos Artistas Plásticos, Belo Horizonte
- 1964 - Opinião 66, no MAM, Rio de Janeiro
- 1964 - Opinião 66, no MAM/BA, Salvador
- 1964 - Opinião 66, no Masp, São Paulo
- 1966 - Rio de Janeiro RJ - Opinião 66, no MAM/RJ
- 1966 - Ponto de Vista, na Galeria Convivium, Salvador
- 1966 - 1ª Bienal Nacional de Artes Plásticas, Salvador
- 1967 - Biennale de Paris - Coletiva de Artistas Brasileiros
- 1967 - 9ª Bienal Internacional de São Paulo. Fundação Bienal de São Paulo.
- 1968 - 2ª Bienal Nacional de Artes Plásticas, Salvador
- 1971 - 28º Salão Paranaense, na Biblioteca Pública do Paraná, Curitiba
- 1975 - Feira da Bahia, Salvador
- 1981 - 4º Salão Nacional de Artes Plásticas, no MAM do Rio de Janeiro
- 1983 - Artistas Contemporâneos da Bahia, no MAC/USP
- 1984 - 9º Salão Nacional de Artes Plásticas, Fortaleza
- 1994 - 1º Salão MAM-Bahia de Artes Plásticas, no MAM/BA
- 1998 - Bahia à Paris: arts plastiques d´aujourd´hui, Galerie Debret, Paris
- 1998 - Tropicália 30 Anos: 40 artistas baianos, no MAM/BA, Salvador
- 1999 - Arte-Arte Salvador 450 Anos, na Fundação Cultural de Curitiba. Solar do Barão
- 1999 - Arte-Arte Salvador 450 Anos, no Museu Histórico da Cidade do Rio de Janeiro
- 1999 - 100 Artistas Plásticos da Bahia, Museu de Arte Sacra, Salvador
- 1999 - Arte-Arte Salvador 450 Anos, no MAM, Salvador
- 2001 - 20º Salão Arte Pará, no Museu do Estado do Pará, Belém